# Chilkat River
Chilkat River är ett vattendrag i British Columbia i Kanada och Alaska i USA.
Trakten runt Chilkat River är nära nog obefolkad, med mindre än två invånare per kvadratkilometer.